# 마르크스주의 인간본성론
마르크스주의 인간본성론은 자본주의에 대한 그의 비판과 공산주의에 대한 개념, 그리고 그의 사적유물론 개념에서 중요한 위치를 차지한다. 마르크스는, 그러나, "인성" 자체만을 다룬 것이 아니라, 일반적으로 "유적(類的) 존재" 또는 "유적 본질"로 번역되는 Gattungswesen으로 다루었다. 여기에서 마르크스가 말하고자 한 바는, 인간은 자연적 존재이면서도 그들 자신인 자연을 확장된 어떤 것으로 창조하거나 구체화시킬 수 있는 존재라는 것이다. 청년기 마르크스의 1844년 저작, 《경제학과 철학에 관한 수고(경제학 철학 수고)》에 의하면, 이 용어는 인간과 인성 둘 다를 하나의 전체로 간주하는 루트비히 포이어바흐의 철학에서 유래하였다. . 그러나 〈포이어바흐에 관한 테제6〉(1845년)에서 마르크스는, "사회적 관계들"의 총체에 의해 형성되는 인성 개념의 측면에서, 그 자체를 개인 각자에게 형상화한 "종"(種)이 "인간"이라는 전통적인 개념을 비판했다. 그런 까닭에, 인간성의 전모는, 고전적 관념론 철학에서처럼, 불변하고 보편적인 것으로 이해되지 않는다: 유적 존재는 물론 생물학적 외관도 더불어, 항상 특수한 사회적인 혹은 역사적인 형식으로 결정된다.

## 포이어바흐에 관한 테제6과 사회적 관계들 속에서의 인성의 결정
노먼 제라스는 "마르크스의 인성론"(1983년)에서, 다수의 마르크스주의자들이 "인성"이 마르크스 저작에서 발견되는 것을 부인함에도 불구하고, 인성에 대한 마르크스주의 개념이, 일정 정도, 전 역사를 통하여, 사회적 경계를 가로질러 남아있는 것은 사실이라고 주장했다. 포이어바흐에 관한 테제 6은 마르크스의 이 해석에 대한 기초를 제공했는 데, 그의 저작에서 발견되는 바와 같이, 변하지 않는 인성은 없다라며 다음과 같이 진술한다:
포이어바흐는 종교의 본질을 인간 본질 속에서 해소한다. 그러나 인간 본질은 각 개인에 내재하는 추상물이 아니다. 인간 본질은 그 현실성에서 사회적 관계의 앙상블이다.
따라서 이러한 현실적 본질의 비판으로 나아가지 못한 포이어바흐는 부득이,
1. 역사적 진행을 도외시하고, 종교적 심성을 그 자체로 고착시키고, 하나의 추상적 ― 고립된 ― 인간 개인을 전제해야만 했다.
2. 따라서 그에게서 인간 본질은 “유(類)”로만, 즉 많은 개인들을 단순히 자연적으로 결합해주는, 내적이며 침묵하는 일반성으로만 파악될 수밖에 없었다.— 마르크스의 "포이어바흐에 대한 테제6" - 김재인 옮김

그런 까닭에, 마르크스는 인성은 단지 '사회적 관계들'에 의해서 만들어지는 것일 뿐이라고 말하는 것처럼 보인다. 노먼 제라스의 "마르크스의 인성론"은 그러나, 이 입장에 대한 매우 상세한 논증을 제공한다. 요약하면, 제라스는 사람들의 본성을 결정하는 데 그 사회적 관계들이 유지되기 때문에, 그것들은 유일한 결정 요소가 아니라고 본다. 사실, 마르크스는 본질적으로는 인성은 사람의 삶을 둘러싸고 있는 환경에 의해 조건지워지는 것 이상이라고 간주하는 주장을 폈다.

## 같이 보기
- 반인문주의
- 마르크스주의 소외론